# Puebla de Sancho Pérez
Puebla de Sancho Pérez ist eine Kleinstadt und eine Gemeinde (municipio) mit 2.635 Einwohnern (Stand: 2024) im Zentrum der spanischen Provinz Badajoz in der Autonomen Gemeinschaft Extremadura.

## Lage
Puebla de Sancho Pérez liegt etwa 78 Kilometer südöstlich der Provinzhauptstadt Badajoz in einer Höhe von ca. 540 m. Durch die Gemeinde führt die Autovía A-66.
Das Klima im Winter ist gemäßigt, im Sommer dagegen warm bis heiß; die eher geringen Niederschlagsmengen (ca. 444 mm/Jahr) fallen – mit Ausnahme der nahezu regenlosen Sommermonate – verteilt übers ganze Jahr.

## Bevölkerungsentwicklung
| Jahr      | 1970 | 1981 | 1991 | 2001 | 2011 | 2021 |
| Einwohner | 3083 | 2913 | 3032 | 2892 | 2878 | 2665 |

Der nur leichte Bevölkerungsrückgang in der zweiten Hälfte des 20. Jahrhunderts ist im Wesentlichen auf die Mechanisierung der Landwirtschaft und den daraus resultierenden Verlust von Arbeitsplätzen zurückzuführen.

## Sehenswürdigkeiten
- Luzienkirche (Iglesia de Santa Lucia)
- Kapelle der Jungfrau von Belén

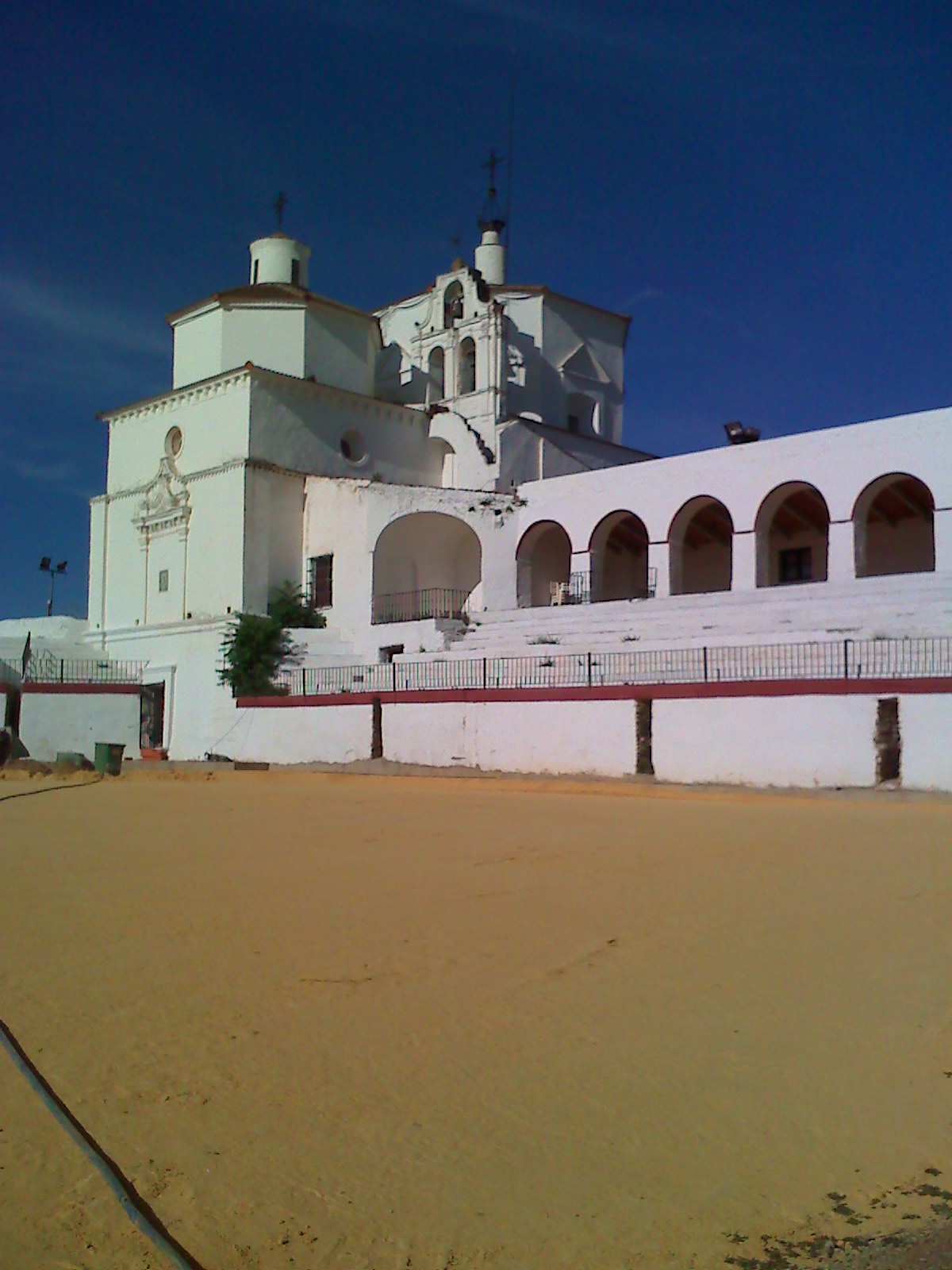
Stierkampfarena mit der Marienkapelle

## Persönlichkeiten
- Celestino Coronado (1944–2014), Regisseur
- Alejandro Talavante (* 1987), Stierkämpfer